# سماگر
سماگر (انگلیسی: Samagar; ۱ ژانویهٔ ۱۲۰۱ – ۲۸ ژانویهٔ ۱۲۹۶) ژنرال و پرسنل نظامی اهل امپراتوری مغول و ایلخانان تحت فرمان اباقا خان (۱۲۳۴–۱۲۸۲) بود که در سال ۱۲۷۱ در تلاش برای هماهنگی با جنگ صلیبی نهم به عنوان رهبری نیروی تهاجم مغول منصوب شد.
به گفته مارکو پولو، سماگر یکی از اشراف مغول بود که به ارغون‌خان در فرار از اسارت احمد تگودار کمک کرد. بوقا نویان او و دیگران را به یاری ارغون متقاعد کرد. احمد تگودار توسط ارتش ارغون شکست خورد و سرانجام در سال ۱۲۸۴ اعدام شد.